# شاهين
الشاهين والذي يُعرف أحيانا باسم الصقر الجوّال، أو الشيهانة عند أهل الجزيرة العربية وكثير من أهل الأردن، والمعروف تاريخيا عند الأمريكيين باسم «باز البط»؛ طائر جارح عالمي الموطن تقريبا من فصيلة الصقريات. يُعتبر هذا الطائر كبير الحجم، إذ يبلغ في حجمه الغراب، وهو ذو ظهر أزرق ضارب إلى الرمادي، وقسم سفلي مبرقش، ورأس أسود وذو شارب. وكما في الكثير من الجوارح قانصة الطيور، وفي فصيلة الصقور خصوصاً، فإن الأنثى تكون أكبر حجماً من الذكر. يميز المختصون، بما بين 17 إلى 19 نويعة، تختلف في مظهرها الخارجي، وموطنها؛ وهناك جدال قائم حول ما إذا كان الصقر البربري مجرّد نويعة للشاهين أم نوعاً مستقلاً بذاته.
يشمل موطن التفريخ عند الشاهين مناطق شاسعة تمتد من التندرة القطبيّة وصولا إلى خط الاستواء، ويمكن العثور على هذا النوع في أي مكان على وجه الكرة الأرضية تقريبًا، عدا أقصى القطبين والجبال الشاهقة ومعظم غابات الأمطار الاستوائية. وحدها نيوزيلاندا تعتبر المنطقة الخالية من الصفائح الجليديّة والتي يغيب عنها هذا النوع كليّا. يُعدّ الشاهين بهذا أكثر الجوارح انتشارًا في العالم. يُشتق اسم الصقر الجوّال من الاسم العلمي لهذا الطائر "Falco peregrinus" كما الاسم الإنكليزي "Peregrine Falcon" والذي يُشير إلى عادات الهجرة لدى الكثير من الجمهرات الشماليّة.
يكون غذاء هذه الصقور كليًّا تقريبًا من الطيور متوسطة الحجم، إلا أنها تصطاد أحيانا الثدييات الصغيرة والزواحف وحتى الحشرات. يصل الشاهين لمرحلة النضوج الجنسي عندما يبلغ السنة من العمر، وهي طيور تتزاوج لمدى الحياة وتعشش على النتوءات الطبيعيّة كالأجراف الصخريّة غالبًا، إلا أنها أصبحت مؤخَّرًا تعشش على المباني البشريّة المرتفعة أيضًا. واجهت هذه الصقور تهديدًا جسيما نجم عن تأثيرات مبيدات الآفات (و خصوصًا الدي دي تي: DDT) في الخمسينات والستينات من القرن العشرين، مما أدَّى إلى انحدار أعدادها في أجزاء من أوروبا وأميركا الشمالية بشكل مأساوي. ومنذ أن مُنع استخدام الدي دي تي منذ بداية سبعينات القرن العشرين حتى استقام أمر الكثير من الجمهرات بعض الشيء، خصوصًا بعدما رافق ذلك الكثير من الإجراءات على صعيد واسع لحماية مواقع التعشيش وإطلاق الكثير من الأزواج في البريّة.
يُعد الشاهين بالنسبة إلى الكثيرين ذروة الكواسر المفترسة - صقر متين البنيان، سريع الطيران، يفتك بفريسته بشكل نمطيّ في انقضاضة مدهشة تثير الإعجاب (تُسمى أحيانًا بقطرة الدمع نظرًا إلى أن شكل الطائر وهو يهبط على فريسته يبدو وكأنه نقطة دمع)، من ارتفاعِ شاهقٍ في أغلب الحالات. وهذا ما أدى إلى تعرّض الشاهين للاضطهاد منذ زمن طويل من قبل هواة الصيد، الذين كانوا في بادئ الأمر يجمعون بيوض الطيور البرية لتفقس عندهم ومن ثم يقومون بتربية الفرخ إلى أن يشتد عوده ويصبح قادرًا على الصيد، حيث يقومون بتدريبه لفترة معينة إلى أن يعتاد الاستجابة لمعاني حركات الإنسان، ومن ثم يُستخدم في الصيد، إلا أن هذه الطيور أصبحت تُربّى مؤخرًا في الأسر وتُزوَّج انتقائيّا لإنتاج سلالات صيّادة أفضل. وبالإضافة إلى ذلك، كان الشاهين ولا يزال في بعض المناطق يُضطهد من قبل حرّاس الطرائد، الذين يُحاولون التقليص من أعداده أحيانًا بما أنه يفتك بالكثير من الطيور التي يُدخلها البشر لتشجيع رياضة الصيد، كما يُحاول البعض من مُربي الحمام تقليص أعداد هذه الصقور في المنطقة التي يربون فيها طيورهم، بما أن الحمام واليمام من الطيور الأثيرة للشاهين أنّى وجدت في موطنه. يُعد الشاهين أسرع الطيور حركة في العالم، إذ أنه قد يحقق في الانقضاض سرعة 389 كيلومترًا في الساعة (242 ميلاً في الساعة).

## الوصف الخارجي
يصل طول جسد الشاهين إلى ما بين 34 و50 سنتيمتر (13 - 20 إنش)، ويتراوح باع جناحيه ما بين حوالي 80 و120 سنتيمتر (31 - 47 إنش). لكل من الذكر والأنثى علامات وطبقة مماثلة من الريش، ولكن كما في الكثير من فصائل الجوارح، فإن الشاهين يُظهر تفاوتا جنسيّا عكسيّا بالنسبة للحجم، حيث تكون الأنثى أكبر حجما من الذكر بنسبة 30%. يزن ذكر الشاهين ما بين 440 و750 غراما، بينما تزن الأنثى الأكبر حجما ما بين 910 و1500 غرام.
يتراوح لون الشاهين على ظهره وجناحيه المستدقين من الأسود الضارب إلى الزرقة، إلى الرمادي الأردوازي ذي البرقشات الداكنة غير الواضحة، بينما يكون طرف الجناحين أسود. يكون لون القسم السفلي من الجسد أبيض أو صدئ مبرقش بخطوط نحيفة واضحة يتراوح لونها من البني القاتم إلى الأسود، أما الذيل فلونه كما الظهر وتظهر عليه علامات نحيفة واضحة أيضا. وذيل هذه الصقور طويل، ضيّق، ومستدير عند نهايته، ذو طرف أسود وعلامة بيضاء على أقصاه. يظهر أعلى الرأس كما الشارب الذي يمتد على الوجنتين بلون أسود يتباين بشكل حاد مع جانبيّ العنق الباهتين والحلق الأبيض. القير (القسم المنتفخ الذي يُشكل أصل المنقار) أسود كما المخالب، والمنقار أصفر كما القائمتين، ويكون القسم العلوي منه قاسيا قرب طرفه كي يُمكّن صاحبه من قتل طريدته عبر فصل فقرة العمود الفقري الموصولة بالعنق. يميل لون الشاهين اليافع إلى البني أكثر من والديه، ويكون مرقطا أكثر منه مخططا على قسمه السفلي، كما يمتلك قيرا باهتا يميل إلى الزرقة.

## التصنيف العلمي

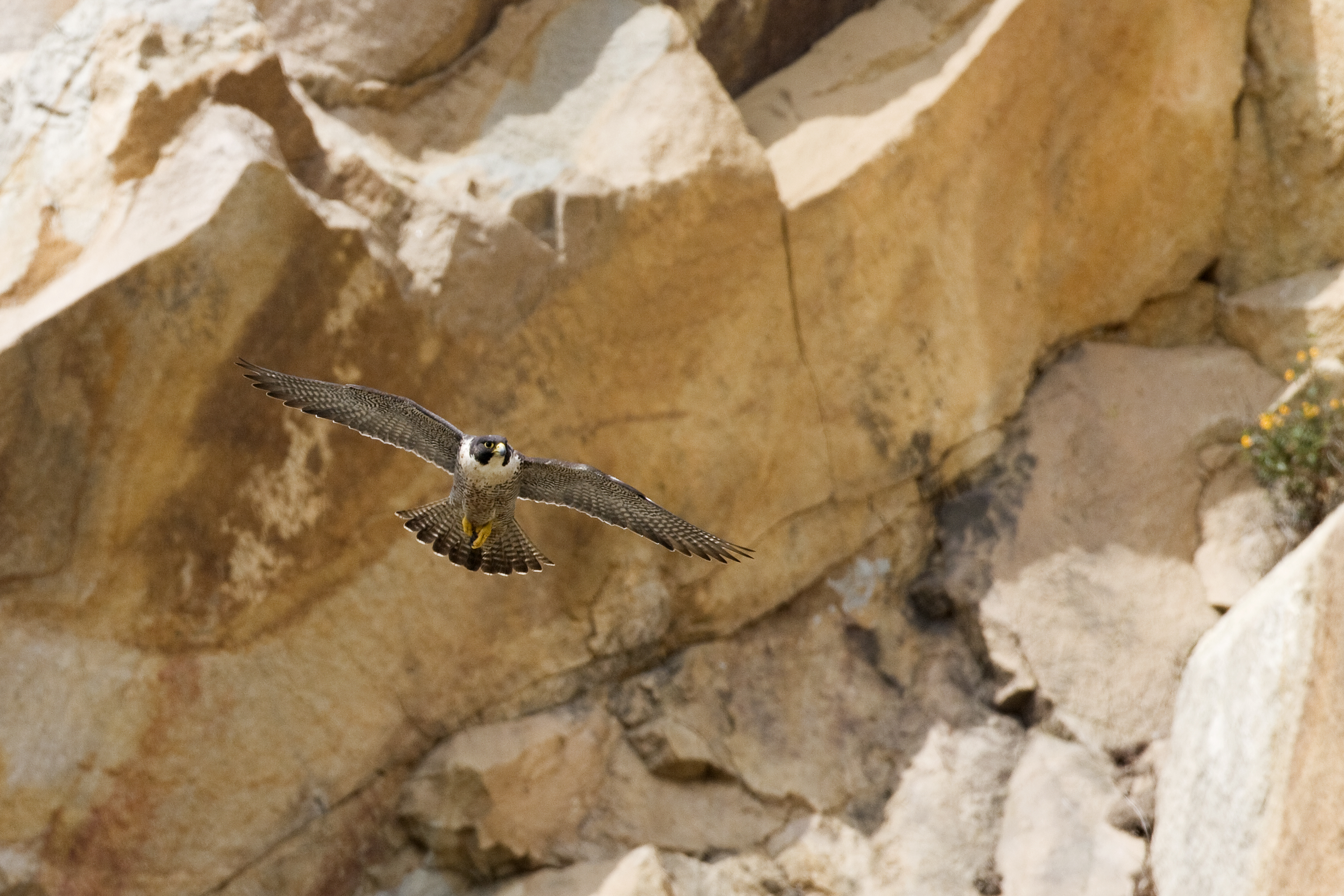
النويعة البطيّة، أو الشاهين الأميركي في خليج مورو بكاليفورنيا.

تمّ وصف الشاهين بأسلوب علميّ لأوّل مرة سنة 1771 من قبل عالم الطيور الإنكليزي مارمدوك تونستول في مؤلفه «الطيور البريطانية» (باللاتينية: Ornithologia Britannica) حيث ذُكر الاسم العلمي الحالي لهذا الطائر  الذي يعني «الصقر الجوّال» (اللاتينية: Falco peregrinus)، وقد اشتقّ الكثير من الأسماء الأوروبية لهذه الطيور من الأصل اللاتيني الذي يرمز إلى عاداتها في التنقل لمسافات شاسعة. يُربط الاسم اللاتيني للصقر ( falco = فالكو) بكلمة لاتينية أخرى هي falx والتي تعني «منجل»، وهي ترمز إلى شكل أجنحة الصقر الطويلة المستدقة الأطراف خلال الطيران. وفي اللغة العربية فإن كلمة «شاهين» تجد أصلها من اللغة الفارسيّة، والتي تعني «صقر» و«ميزان»، لأن الشاهين متوازن في طباعه كما اعتبره العرب.
ينتمي الشاهين إلى جنس الصقور الذي يضم بالإضافة إلى هذا النوع عدّة أنسباء له وهي: الصقور البازيّة  وصقر المروج أو صقر البراري، ويُعتقد بأن هذه الأنسباء انفصلت عن غيرها من أنواع الصقور قرب نهاية العصر الثلثي الأوسط المتأخر (الميوسيني المتأخر) أو خلال بداية العصر الحديث القريب (البليوسين)، أي منذ ما يتراوح بين 8 إلى 5 ملايين سنة. يُحتمل بأن يكون هذا النسب قد نشأ في غرب أوراسيا أو أفريقيا على الأرجح، بما أن مجموعة الشاهين والصقور البازيّة تضم أنواعا من كلا العالم القديم وأميركا الشمالية. لا تزال علاقة الشاهين وأنسبائه بغيرها من الصقور غير واضحة، وما يزيد من تعقيد المسألة هو أن التهجين بينها واسع جدا ويحصل بشكل طبيعي في البرية أحيانا، مما يؤدي إلى تشويش تحليل جدليات الحمض النووي؛ ومثال على ذلك أن أحد الدراسات التي أجريت على الصقور الحرة أظهرت أنها تمتلك نسبا من نوعها ومن الشواهين على حد سواء، والذي يعود إلى حوالي 100,000 سنة، حيث يظهر أن ذكرا حرا تناسل مع أنثى شاهين وأنتجا فراخا غير عقيمة.

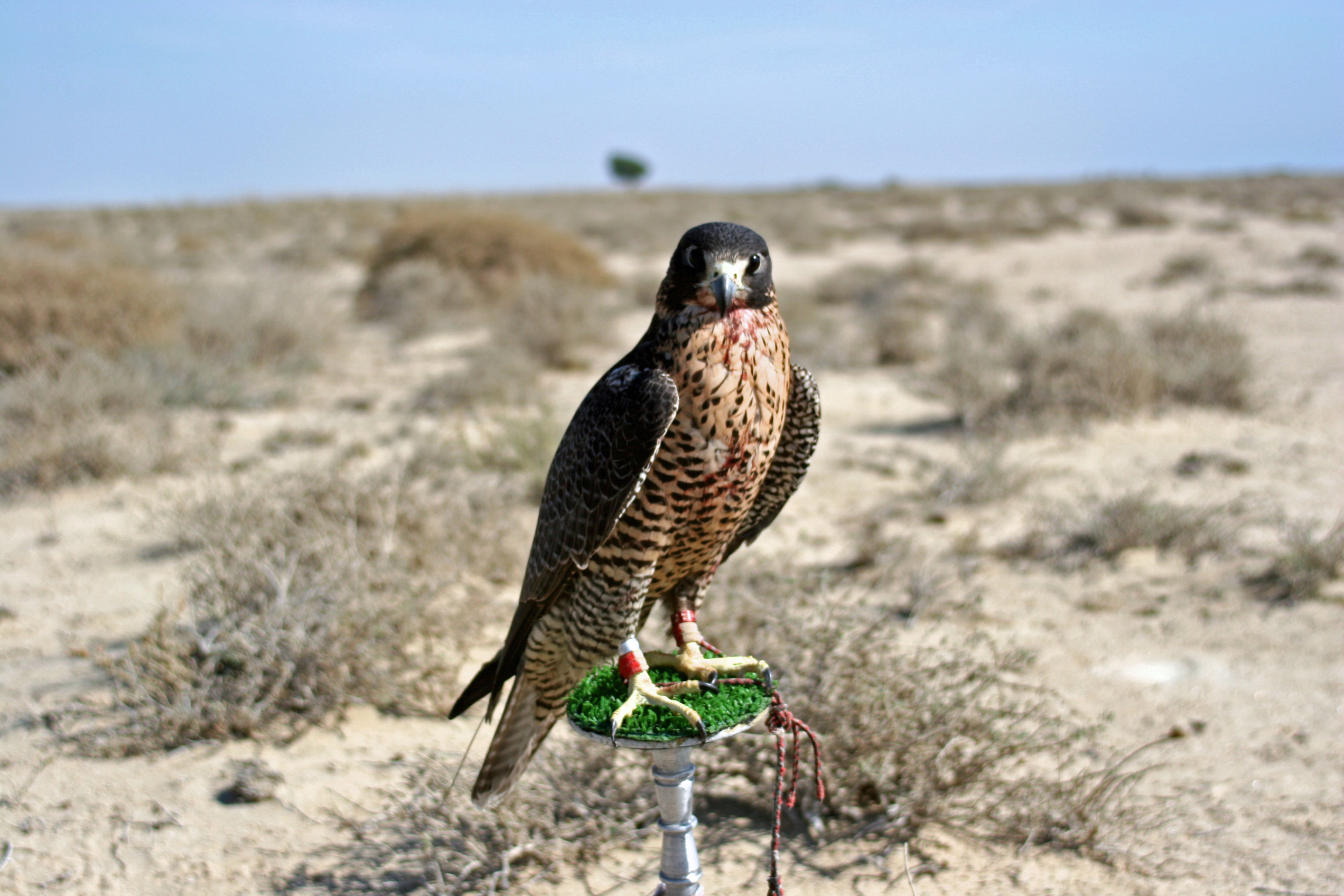
صقر جير شاهين مهجن يستخدم في الصيد.

تُهجّن الشواهين اليوم في الأسر مع أنواع أخرى من الصقور من شاكلة الوكري لإنتاج هجين يُسمّى بوكري الشواهين، وهو هجين يُقدره هواة الصيد بالصقور بما أنه يجمع بين مهارة الشاهين في الصيد وجَلَد الوكري وقدرته على التحمّل، أو مع السنقر (الذي يُعرف أيضا باسم صقر الجير) لإنتاج صقور كبيرة مطليّة بعدّة أنماط من الألوان يستخدمها الصيادون لقنص الطرائد الكبيرة التي لا تقوى الصقور العادية على صيدها من شاكلة البط، الطهيوج، والغزلان. يعتبر العلماء أن الشاهين لا يزال قريبا وراثيّا من الصقور البازيّة، على الرغم من أن نسبها تشعّب في أواخر العصر الحديث القريب (منذ ما يُقارب 2.5 إلى مليونيّ سنة أو خلال الفترة الفاصلة بين هذا العصر والعصر الحديث الأقرب).

### النويعات

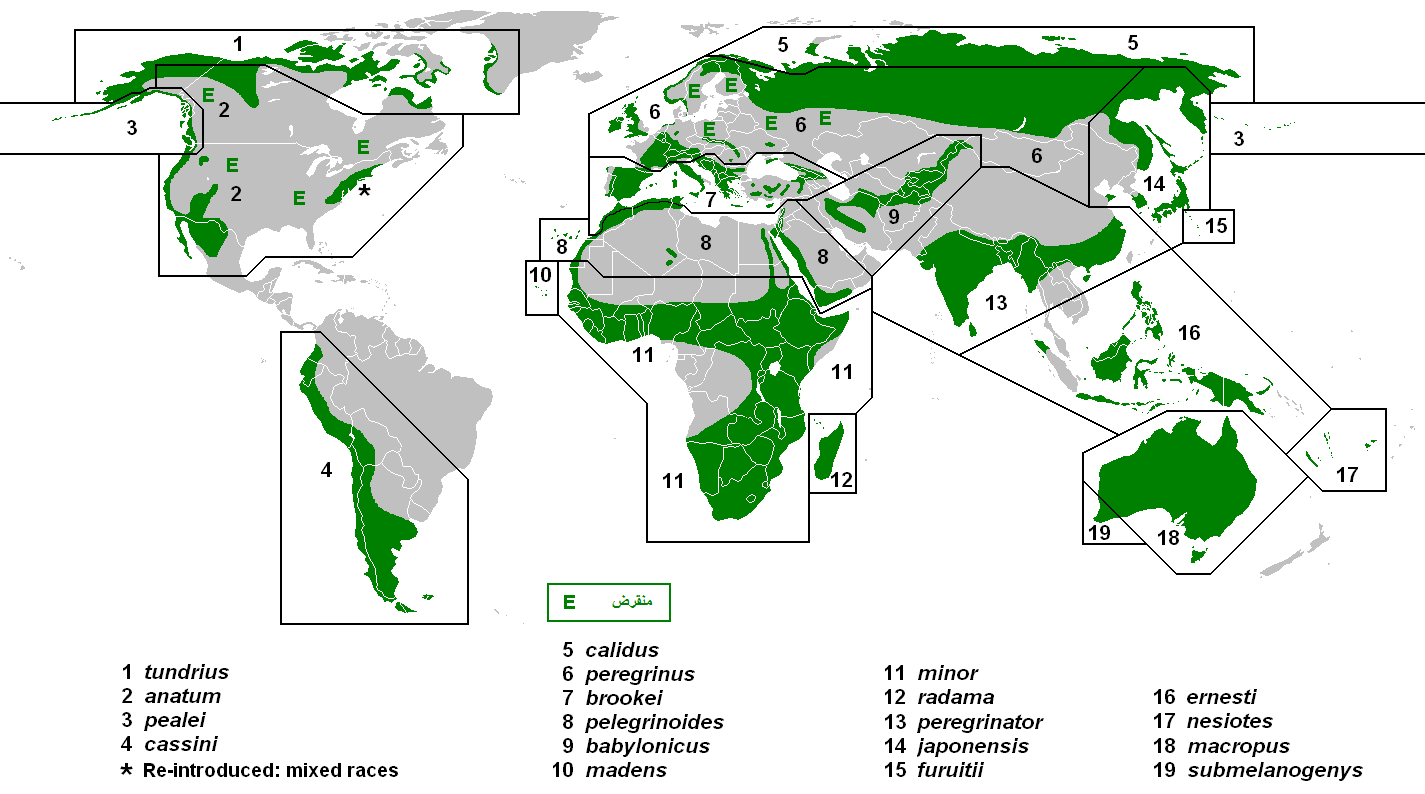
مناطق انتشار تفريخ نويعات الشاهين.

لقد تمّ وصف الكثير من نويعات هذا النوع، إلا أن دليل طيور العالم لا يعترف سوى بتسعة عشر نويعة منها.

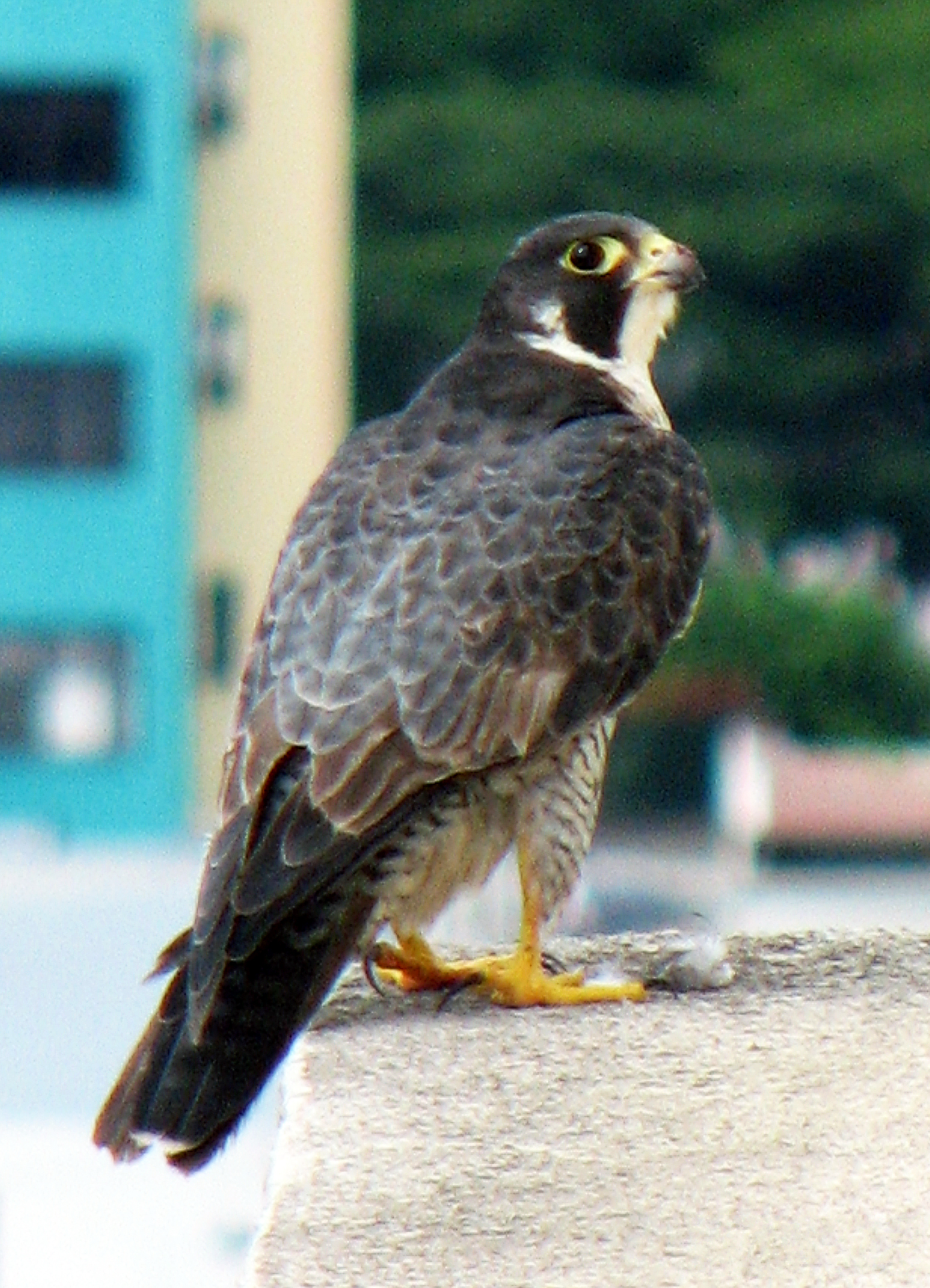
النويعة الجوّالة، الشاهين المألوف.

- النويعة الجوّالة (Falco peregrinus peregrinus): تُفرخ هذه النويعة التي وصفها تونستول سنة 1771 عبر معظم أوراسيا المعتدلة، أي تلك المنطقة الواقعة بين التندرة في الشمال وجبال البرانس، وحوض البحر المتوسط والحزام الجبلي (الذي يجمع جميع جبال أوراسيا) في الجنوب،[31] وهي تُعدّ مقيمة في أوروبة إجمالا، إلا أن الجمهرات الشمالية في إسكندنافيا وآسيا تُعتبر مُهاجرة. تزن الذكور ما بين 580 و750 غراما، بينما تزن الإناث ما بين 925 و1,300 غرام.[11]
- النويعة الكاليدونية (Falco peregrinus calidus): وصفها عالم الطيور جون لاثام لأول مرة سنة 1790، وقد كان في السابق يُطلق عليها الاسم اللاتيني leucogenys بدلا من calidus. تُفرخ في التندرة القطبية بأوراسيا من مورمانسك أوبلاست إلى حدود نهريّ يانا وإنديغيركا في سيبيريا، وهي نويعة مهاجرة بالكامل تتجه جنوبا في كل شتاء إلى عدد من المناطق بما فيها حتى جنوب الصحراء الكبرى. تُعد أبهت لونا من النويعة الجوّالة، خصوصا على قمة رأسها. تزن الذكور ما بين 588 و740 غراما، بينما تزن الإناث ما بين 925 و1,333 غرام.[11]
- النويعة اليابانية (Falco peregrinus japonensis): وصفها عالم البيئة الألماني يوهان غملين سنة 1788. تنتشر من شمال شرق سيبيريا حتى شبه جزيرة كامشاتكا (على أنه يُحتمل أن نويعة بايلي تحل مكانها على الساحل)، واليابان. تُعد الجمهرات الشمالية منها مُهاجرة، أما تلك اليابانية فمقيمة. تتشابه هذه النويعة والنويعة الجوّالة من حيث المظهر الخارجي، أما الفراخ منها فأقتم لونا حتى من فراخ النويعة البطيّة.

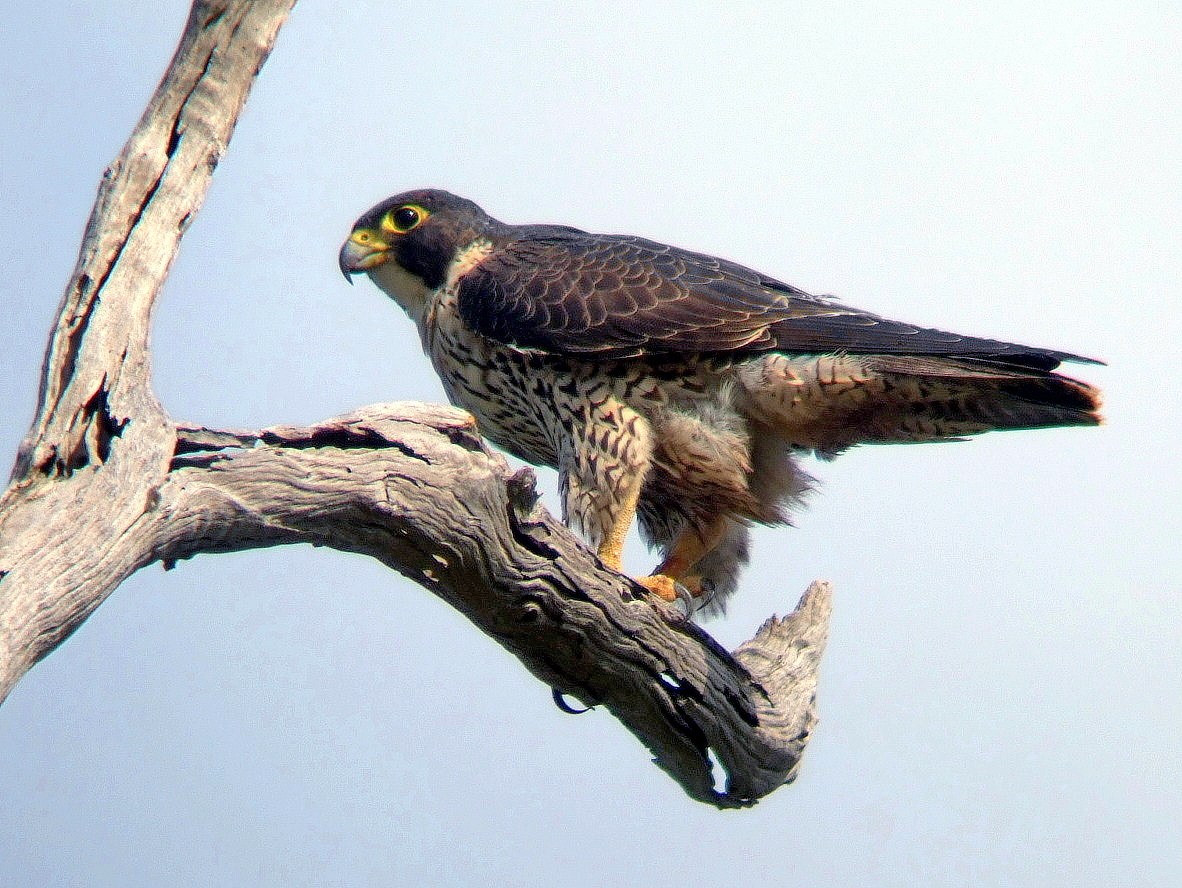
النويعة طويلة الرجلين، الشاهين الأسترالي.

- النويعة طويلة الرجلين (Falco peregrinus macropus): وصفها عالم الطيور الإنكليزي وليام سوانسون سنة 1837. تُعرف باسم الشاهين الأسترالي، وهي تتواجد عبر معظم أستراليا عدا جنوب غرب القارة، حيث تُقيم على مدار العام. تتشابه ونويعة بروك من حيث المظهر الخارجي، إلا أنها أصغر قدّا بقليل وتكون المنطقة المحيطة بأذنيها سوداء بالكامل، وكما يوحي اسمها فإن قدميها كبيرتان مقارنة بحجم جسدها.[21]
- النويعة قاتمة البطن (Falco peregrinus submelanogenys): وصفها عالم الطيور الأسترالي غريغوري ماثيوز سنة 1912. تُعرف باسم شاهين جنوب غرب أستراليا ولا توجد سوى في هذه المنطقة، وهي من الطيور المقيمة.

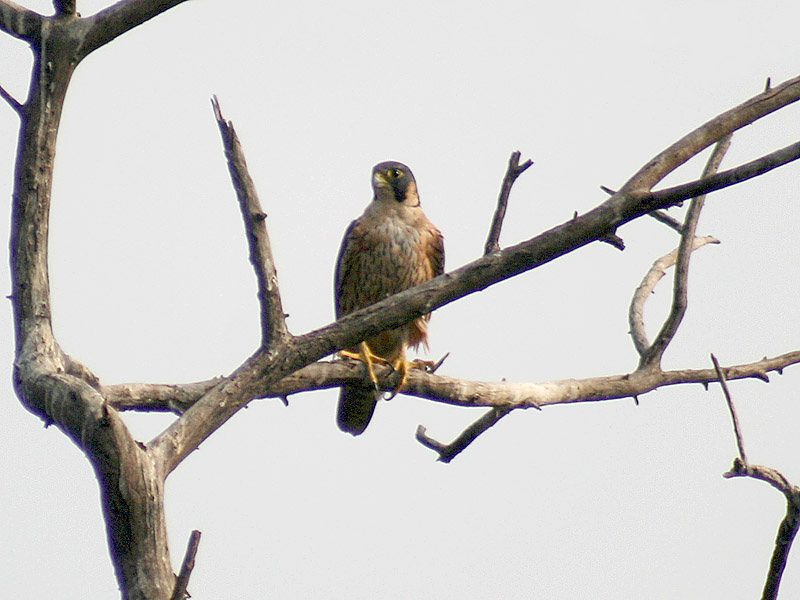
النويعة الشواهنيّة في إقليم راجستان، الهند.

- النويعة الشواهنيّة (Falco peregrinus peregrinator): وُصفت لأول مرة من قبل عالم الحيوان السويدي كارل سوندفال سنة 1837، وهي تُعرف باسم الصقر الجوال الهندي، الشاهين الأسود، أو الشاهين الهندي.[32] وفي بعض الأحيان كانت تُصنّف على أنها نوع مستقل بذاته يحمل الاسم العلمي Falco atriceps أو Falco shaheen . يشمل موطن هذه النويعة آسيا الجنوبية من باكستان (حيث تُعتبر رمزا للطيران الحربي الباكستاني) عبر الهند وصولا إلى سريلانكا وجنوب شرق الصين. تعدّ هذه النويعة مقيمة، وهي قاتمة اللون صغيرة الحجم ذات قسم سفلي خمريّ مبرقش بألوان أبهت من لون الجسد. وفي سريلانكا تظهر هذه النويعة بأنها تُفضل التلال المرتفعة، بينما تُفضل النويعة الكاليدونيّة المهاجرة الأجراف الصخرية على طول الساحل.[33]

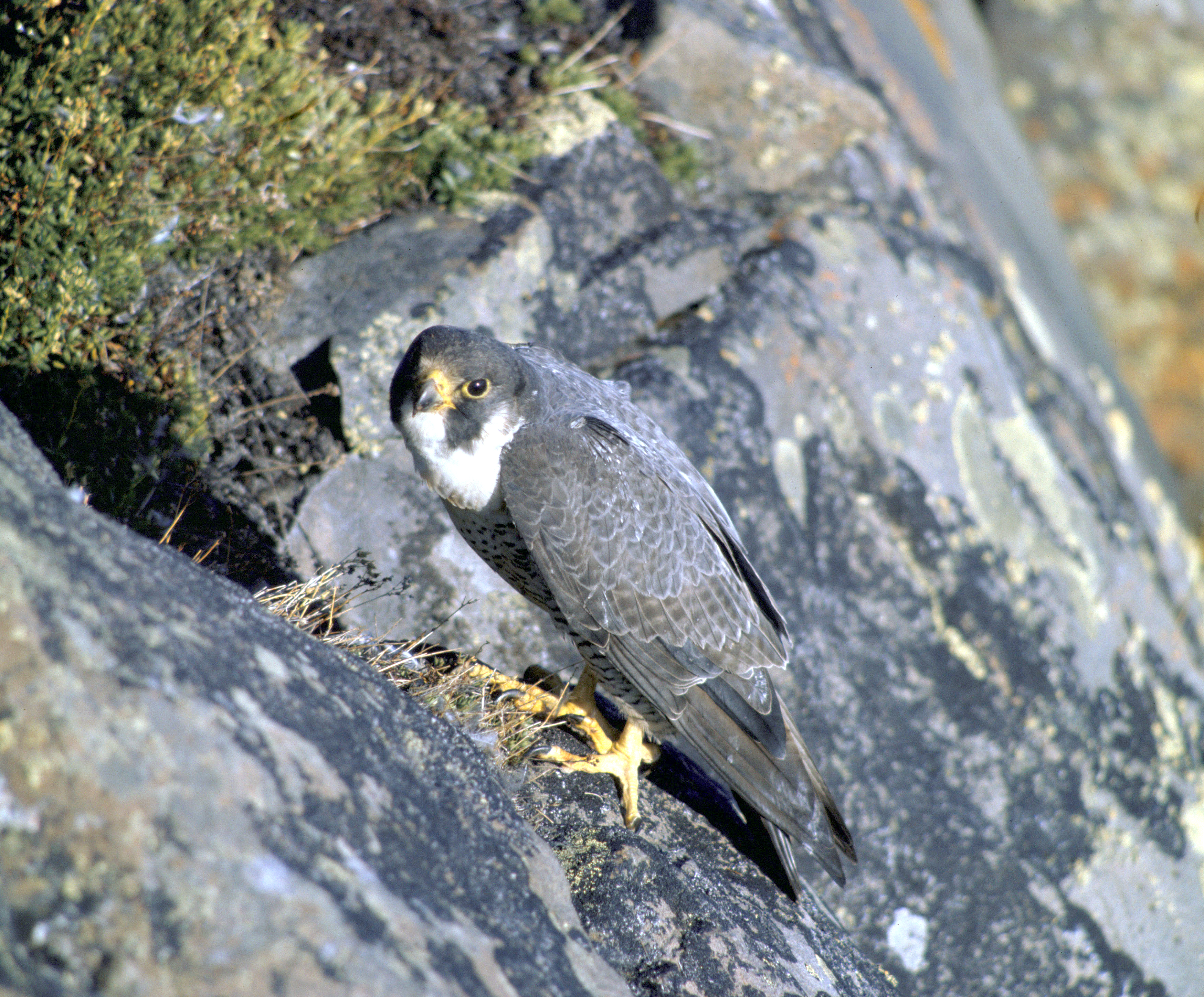
شاهين بالغ من نويعة بايلي، أو نويعة التندرة، في ألاسكا.

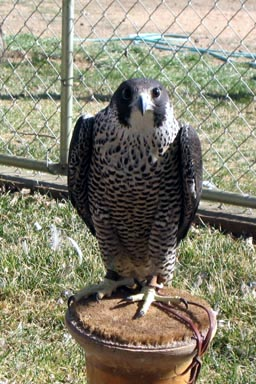
شاهين مدرّب من نويعة بايلي.

- النويعة البطيّة (Falco peregrinus anatum): وصفها عالم الطبيعة الفرنسي شارل بونابرت سنة 1838، وهي تُعرف باسم الشاهين الأميركي أو «باز البط» كما يسميها الأمريكيين؛ ويعني اسمها العلمي «شاهين البط» أو «صقر البط الجوّال». تعيش هذه النويعة بشكل رئيسي اليوم بجبال الروكي، وقد كانت في السابق شائعة عبر أميركا الشمالية من حدود التندرة شمالا وصولا إلى شمال المكسيك، حيث تجري الآن محاولات متعددة لإعادة إدخالها إلى المنطقة.[31] معظم الأفراد البالغة مقيمة عدا الجمهرات المفرخة في المناطق الشماليّة، وتلك التي تصل أوروبة الغربية في موسم الهجرة يُحتمل بأنها تنتمي لنويعة التندرة (Falco peregrinus tundrius) التي لم تعتبر نويعة مستقلة بذاتها إلا عام 1968، ولا يزال البعض لا يعترف بها. تتشابه النويعة البطيّة مع النويعة الجوّالة من حيث الشكل الخارجي إلا أنها أصغر حجما بقليل، كما تكون البالغة منها أبهت لونا وأقل نمطيّة على قسمها السفلي، على عكس اليافعة منها التي تكون أقتم لونا وأكثر نمطيّة على قسمها السفلي. تزن الذكور ما بين 500 و570 غرام، بينما تزن الإناث ما بين 900 و960 غرام.[10][34]
- النويعة الجنوبية (Falco peregrinus cassini): وُصفت عام 1837، وهي تُعرف باسم الشاهين الجنوبي، وتضم جمهرة الصقر الباهت [35] المتواجد في أقصى جنوب أميركا الجنوبية (kreyenborgi) والذي يُعد الآن مجرّد شكل أبيض من هذه النويعة بعد أن كان سابقا يُصنّف على أنه نوع مستقل بذاته.[36] يمتد موطن النويعة الجنوبية من الإكوادور عبر بوليفيا، شمالي الأرجنتين وتشيلي وصولا إلى أرض النار وجزر الفوكلاند، [21] وهي شبيهة بالنويعة البطيّة لكنها أصغر حجما بقليل ذات منطقة أكثر سوادا تحيط بالأذن. أما الشكل الأبيض kreyenborgi فرمادي على القسم الأعلى من جسده، قليل التبرقش على القسم السفلي، ذو أنماط رئسيّة شبيهة بأنماط رأس الصقر الحر، إلا أنها تختلف عنها بكون المنطقة المحيطة بالأذن بيضاء.[36]
- نويعة بايلي (Falco peregrinus pealei): وصفها عالم الطيور الأميركي روبرت ريدجواي عام 1873، تُعرف باسم صقر بايلي وهي تضم جمهرة رودولف.[37] تنتشر عبر شمال غرب إقليم الهادئ في أميركا الشمالية من مضيق بيوجت وعلى طول ساحل كولومبيا البريطانية، خليج ألاسكا، وصولا إلى الساحل الروسي الشرقي لبحر بيرينغ.[37] يُحتمل بأنها تتواجد في جزر الكوريل وعلى سواحل شبه جزيرة كامشاتكا أيضا. تُعد من الطيور المقيمة، وهي أكبر نويعات الشاهين بلا منازع، تبدو وكأنها فرد ضخم من نويعة التندرة أو النويعة البطيّة المبرقشة بقدر كبير على قسمها السفلي.[38] منقار هذه النويعة عريض جدا والطيور اليافعة منها تكون قمة رأسها باهتة.

- نويعة التندرة (Falco peregrinus tundrius): وُصفت لأول مرة عام 1968، وهي تتواجد في مناطق التوندرا القطبيّة في أميركا الشمالية وغرينلاند، وهي طيور مهاجرة تُمضي الشتاء في أميركا الوسطى والجنوبية،[38] وتُعد الطيور التي تصل إلى أوروبة الغربية بأنها تنتمي إلى هذه النويعة، بعدما كانت سابقا توضع مع النويعة البطيّة. تُعتبر المثيل للنويعة الكاليدونية في العالم الجديد، وهي أصغر حجما وأبهت لونا من النويعة البطيّة، كما تمتلك معظم الأفراد منها جبهة بيضاء ناصعة كما المنطقة المحيطة بالأذن، إلا أن قمة رأسها وشاربها قاتمين جدا على العكس من النويعة الكاليدونية.[38] تكون الطيور اليافعة ضاربة للبني أكثر من الكاليدونية وأبهت من النويعة البطيّة لدرجة كبيرة تجعلها تبدو رمليّة في بعض الأحيان.
- النويعة الأنثوية (Falco peregrinus madens): وصفها عالم الطيور الأميركي سيدني ريبلي وواطسون عام 1963، وهي تتميز عن غيرها بأنها تُظهر فرقا غير اعتيادي في ألوان الريش نادرا ما يظهر بهذا العظم بين الذكر والأنثى من الصقور. تتواجد في جزر الرأس الأخضر، وهي تُعد طيورا مستوطنة،[21] إلا أنها مهددة بالانقراض حيث لم يبق سوى 6 أو 8 أزواج في البرية.[10] للذكر مساحة خمريّة نقيّة على قمة رأسه، مؤخر عنقه، أذنيه، وظهره، بينما يكون قسمه السفلي مطليّا بلون بني ضارب إلى الوردي. أما الأنثى فتكون بنيّة تماما على كامل جسدها، وتظهر نقاوة لونها على قمة رأسها ومؤخر عنقها خصوصًا.[21]
- النويعة الصغيرة (Falco peregrinus minor): وُصفت لأول مرة من قبل شارل بونابرت سنة 1850، وكان في السابق يُطلق عليها الاسم العلمي "perconfusus" بدلا من اسمها الحالي.[39] مبعثرة الانتشار في أفريقيا جنوب الصحراء الكبرى، إلا أنها منتشرة عبر أفريقيا الجنوبية ويبدو أن موطنها يمتد شمالا على طول ساحل المحيط الأطلسي ليصل إلى المغرب. وهي من الطيور المقيمة، ذات حجم صغير ولون داكن.
- النويعة المدغشقرية (Falco peregrinus radama): وصفها عالم الحيوان الألماني يوهان هارتلوب سنة 1861. تتواجد في مدغشقر وجزر القمر، وهي غير مهاجرة.[21]
- نويعة بروك (Falco peregrinus brookei): وصفها عالم الحيوان الإنكليزي ريتشارد شارب لأول مرة عام 1873، وهي تُعرف باسم شاهين حوض المتوسط أو الصقر المالطيّ.[40] تضم هذه النويعة الجمهرة القوقازية من النوع caucasicus، ومُعظم الأفراد المنتمية إلى سُلالة مُقترحة يُطلق عليها الاسم اللاتيني "punicus"، على الرغم من أن البعض من تلك الأفراد قد ينتمي إلى نوع الصقر البربري أو قد يكون هجينا طبيعيّا بين الشواهين والصقور البربرية. تنتشر هذه النويعة من شبه الجزيرة الأيبيرية عبر دول حوض البحر المتوسط كالجزائر وفرنسا وإسبانيا، عدا المناطق الجافة منها، وصولا إلى القوقاز. تُعد من الطيور المقيمة، وهي أصغر من النويعة الجوّآلة، ويكون القسم السفلي من جسدها صدئا على درجات.[11][21] تزن الذكور حوالي 445 غرام، بينما تصل الإناث في زنتها إلى 920 غرام.
- نويعة إرنست (Falco peregrinus ernesti): وُصفت من قبل شارب سنة 1894، يمتد موطنها من إندونيسيا إلى الفلبين وصولا إلى بابوا غينيا الجديدة وأرخبيل بسمارك جنوبا. من الطيور المستوطنة، وهي تختلف عن النويعة الجوّالة بأنها أكثر غنى بالبراقش القاتمة على قسمها السفلي وبآذانها المحاطة بالسواد.

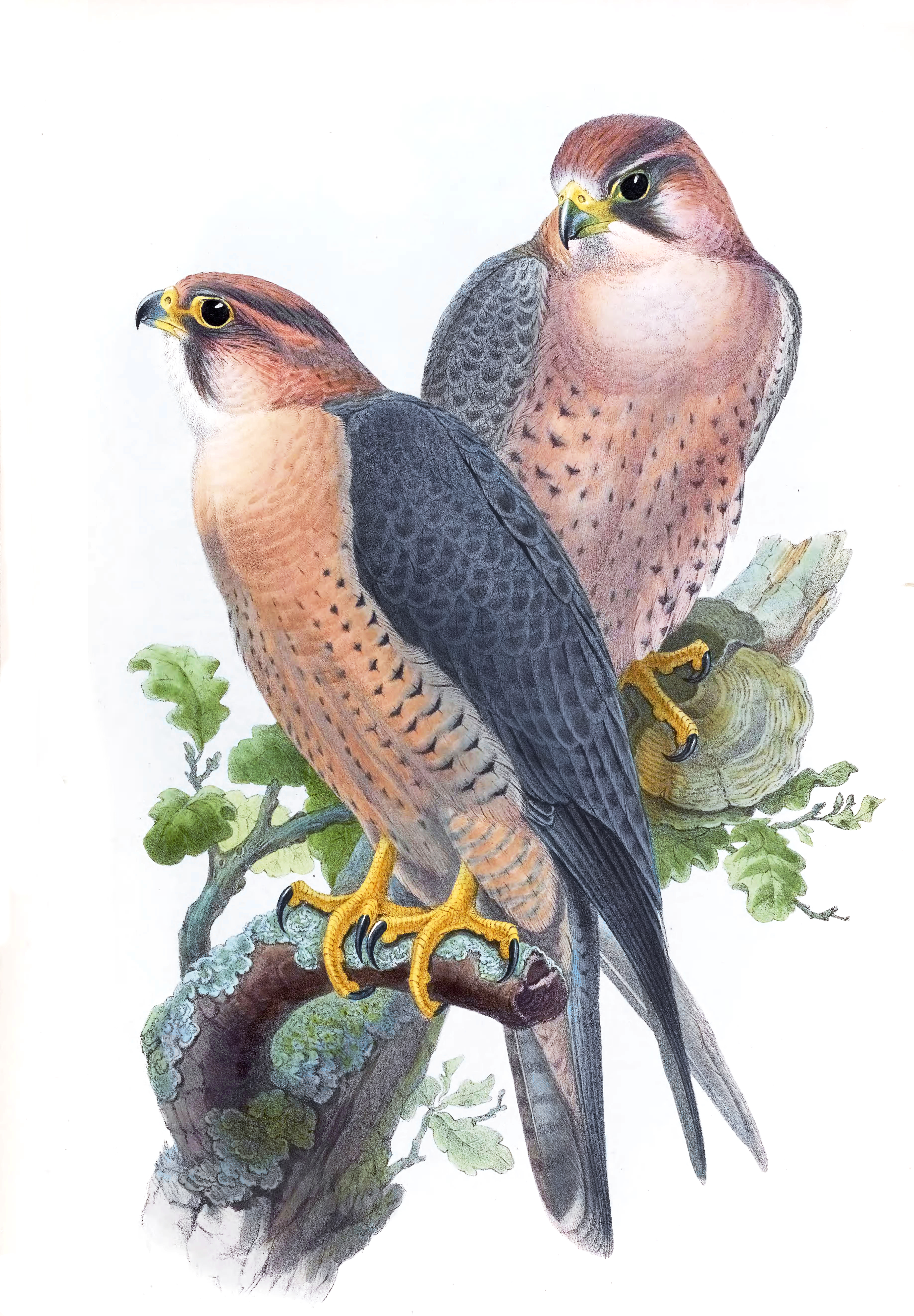
رسم للنويعة البابلية، بريشة عالم الطيور الإنكليزي جون غولد.

- نويعة آيزو وأوغساوارا (Falco peregrinus furuitii): وُصفت سنة 1927. مقصورة في وجودها على أرخبيل آيزو وأوغساوارا في بحر اليابان. من الطيور المستوطنة، وهي تُعد نادرة جدا اليوم حيث يُحتمل أنها لا تزال موجودة على جزيرة واحدة فقط.[10] صقور داكنة اللون، تشابه نويعة بايلي إلا أنها تبقى أدكن وبشكل خاص عند الذيل.[21]
- نويعة فيجي (Falco peregrinus nesiotes): وصفها عالم الأحياء الألماني إرنست ماير سنة 1941.[41] من الطيور المقيمة، تتواجد على أرخبيل فيجي ويُحتمل وجودها في فانواتو وكاليدونيا الجديدة.[42]
- النويعة المغاربية (Falco peregrinus pelegrinoides): وصفها عالم الحيوان الهولندي كونراد تيمنش لأول مرة سنة 1829. تنتشر من جزر الكناري عبر شمال أفريقيا وصولا إلى بلاد الشام وما بين النهرين. تتشابه ونويعة بروك كثيرًا، إلا أنها أبهت لونا على قسمها العلوي، ذات عنق صدئ اللون، وقسم سفلي أصفر ضارب إلى البرتقالي قليل التبرقش. تُعد أصغر من النويعة الجوّالة حيث تزن الإناث منها حوالي 610 غرامات.[11]
- النويعة البابلية (Falco peregrinus babylonicus): وصفها عالم الحيوان الإنكليزي فيليب سلايتر سنة 1861. تنتشر من شرقي إيران عبر الهندوكوش وسلسلة جبال تيان شان وآلتاي المنغولية. تُعد أبهت لونا من النويعة المغاربية، وهي تشبه صقرا وكريا صغيرًا باهت اللون. تعتبر أصغر من الشاهين النمطي حيث تزن الذكور ما بين 330 و400 غرام بينما تزن الإناث ما بين 513 و765 غراما.[11]

تُفصل النويعتين الأخيرتين في بعض الأحيان عن نويعات الشاهين الباقية وتوضع تحت نوع الصقر البربري  (Falco pelegrinoides) على الرغم من أن الفرق الجيني بين الأخير والشاهين تبلغ نسبته ما بين 0.6 و0.7%. تقطن هاتين النويعتين المناطق الجافّة الممتدة من جزر الكناري وعلى أطراف الصحراء الكبرى عبر الشرق الأوسط وصولا إلى آسيا الوسطى ومنغوليا، وهي تمتلك بقعا حمراء على عنقها كالبعض الآخر من النويعات إلا أنها لا تزال تعتبر مختلفة في مظهرها عن النويعات النمطيّة وفقا لقاعدة غلوغر التي تنص على أن الصباغ الملوّن في جسد الحيوانات يزداد غنى ونقاوة كلما كانت البيئة التي يقطنها الحيوان رطبة. يتبع الصقر البربري أسلوبا معينا في الطيران، حيث يخفق القسم الخارجي فقط من جناحيه عندما يُحلق كما تفعل طيور النورس النتن (الفلمار) أحيانا؛ وتتبع الشواهين هذا الأسلوب في بعض الأحيان إلا أنه يبقى أقل شيوعا ووضوحا عندها. تعتبر عظام الأكتاف والحوض عند الصقر البربري غليظة وكبيرة مقارنة بتلك الخاصة بالشاهين كما تكون قوائمها أصغر. تتزاوج هذه الصقور فيما بينها بشكل طبيعي في البرية، إلا أن البربرية تتناسل في أوقات مختلفة من السنة عن تلك الخاصة بنويعات الشاهين المجاورة لها.

## العادات والسلوك

شكل أجنحة الشاهين عند الطيران.

شكل أجنحة الشاهين عند بداية انقضاده على طريدته.

تعيش الشواهين إجمالا على سلاسل الجبال، أودية الأنهار، السواحل الصخريّة، ومؤخرا أصبحت تُشاهد بكثرة في المدن. يُعد الشاهين طائرا مستوطنا بشكل دائم في المناطق ذات الشتاء المعتدل البرودة، حتى أن بعض الأفراد منه، وبشكل خاص الذكور البالغة، لا تخرج من حدود حوزها إطلاقا. وحدها الجمهرات التي تفرخ في المناطق القطبيّة تهاجر لمسافات طويلة عند بداية الشتاء الشمالي. غالبا ما يُعتبر الشاهين أسرع الحيوانات على سطح الأرض عندما يهبط على طريدته من الأعلى، بأسلوب يُسمى أحيانا بقطرة الدمع نظرا لأن شكل الطائر يبدو كقطرة دمع وهو يهبط على فريسته، وتتمثل طريقة الصيد هذه بتحليق الطائر لعلوّ شاهق ومن ثم قيامه بغطسة جويّة حادّة تصل سرعتها (على أنه يُحتمل بأن تكون هذه السرعة أخطأ في تقديرها) -كما يُقال- إلى مايزيد على 322 كيلومتر في الساعة (200 ميل في الساعة) ليضرب بعدها أحد جناحي طريدته كي لا يؤذي نفسه عند الاصطدام. تُقدّر إحدى الدراسات حول دينامكيّة الطيران أن «صقرا مثاليّا» يمكنه أن يصل لسرعة 400 كيلومتر في الساعة (250 ميل في الساعة) عند طيرانه على علوّ منخفض، و625 كيلومتر في الساعة (390 ميل في الساعة) عند طيرانه على علو مرتفع. وفي عام 2005 قام العالم كين فرانكلين بتوثيق حالة قام فيها صقر بالتوقف بعدما بلغ سرعة 389 كيلومتر في الساعة (242 ميل في الساعة).
يصل أمد حياة الشاهين في البرية إلى 15 سنة ونصف، وتتراوح نسبة الوفيات في العام الأول للطيور ما بين 59 و70%، لتتقلّص بعد ذلك لما بين 25 و32% عند الشواهين البالغة. وبالإضافة للمخاطر البشريّة التي تتعرض لها هذه الطيور مثل الاصطدام بالأجسام الإنسانية الصنع كالطائرات، فإنها تعتبر طرائد لبعض الضواري من شاكلة العقبان الضخمة والبوم. يُعدّ الشاهين حاملا لعدد من الطفيليات والممراضات، حيث ينقل مرض الطيور النقاطي، داء نيوكاسل، قوباء الصقور 1 (وغيره من أنواع الفيروسات الهربسيةء على الأرجح)، بالإضافة لبعض عدوى الفطار والبكتيريا. تحمل هذه الطيور أيضا عددا من الطفيليات الداخلية مثل ملاريا الطيور (التي لا تسبب الملاريا غالبا للشاهين)، المثقوبات (طائفة من الديدان العريضة)، الديدان الأسطوانية، والديدان الشريطيّة. أما الطفليات الخارجية التي تحملها الشواهين فتضم القمل الماضغ، بالإضافة لعدّة أصناف من البراغيث وذباب القمل.

### الحمية

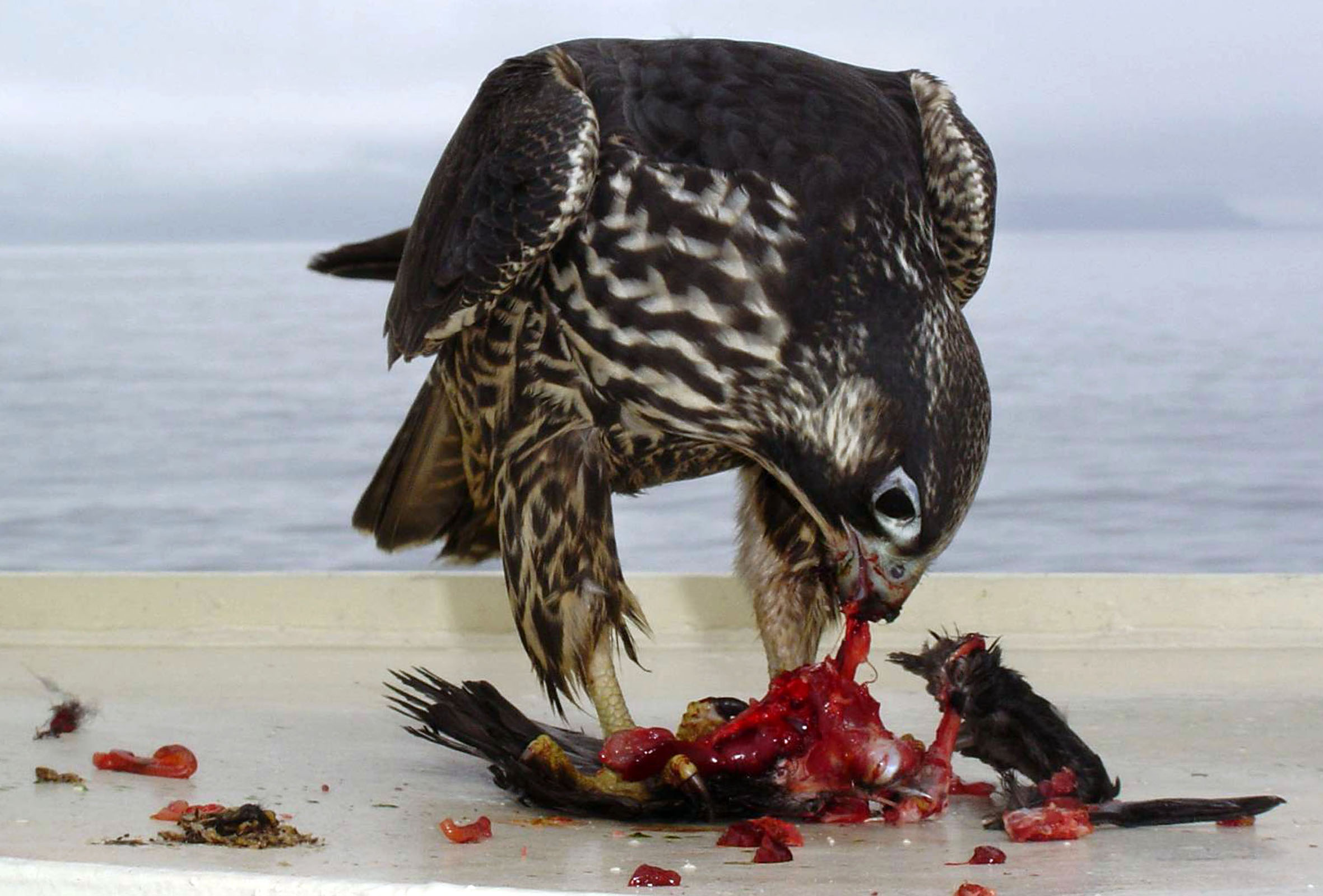
شاهين يافع يجثم على سفينة تابعة لهيئة الصيد والحياة البرية الأميركية حيث يقوم بالتهام طريدته.

تُشكل الطيور المتوسطة الحجم من شاكلة اليمام، الطيور المائية، الطيور الغرّيدة، والحمام أغلب حمية الشاهين، أما الثدييات فقد يصطاد تلك الصغيرة منها بين الحين والآخر مثل الجرذان، فئران الزرع، الأرانب البرية، الفئران، والسناجب، أما الخفافيش فتُعد طريدة مألوفة للشاهين يقتنصها أثناء الليل، وبعض النويعات تقتات حصريّا على نوع معيّن من الطرائد كما الجمهرة الساحليّة لنويعة بايلي الضخمة التي لوحظ أنها تفترس الطيور البحريّة بشكل حصري تقريبا. كما تمت رؤية شاهين من نويعة التندرة المهاجرة في مستنقع كوباتا البرازيلي وهو يصطاد طائرا يافعا من نوع أبو منجل القرمزي. تُشكل الحشرات والزواحف جزءا صغيرًا من حمية هذه الصقور التي تتبدّل وفقا لأصناف الطرائد الموجودة. وفي المناطق المأهولة تتألّف حمية الشاهين من الحمام الوحشي بشكل رئيسي، بالإضافة لغيرها من الطيور قاطنة المدن من شاكلة الزرازير الأوروبية والسمامة المألوفة.
يصطاد الشاهين عند الغسق والفجر، أي تلك الفترة التي تكون فيها الطرائد نشطة، أما في المدن فإنها تصطاد بالليل أيضًا، وبشكل خاص خلال موسم الهجرة عند البعض من طرائدها عندما يُصبح الصيد الليلي متاحا أكثر، ومن الفصائل التي تقتنصها الشواهين خلال هجرتها الليلية: الوقواق الأصفر المنقار، الغطاس الأسود العنق، تفلق فرجينيا، والسمانى المألوفة. تحتاج هذه الصقور لمساحة مكشوفة كي تتمكن من الصيد، لذا فهي غالبا ما تصطاد بالقرب من المسطحات المائية المفتوحة، المستنقعات، الوديان، الحقول، والتندرة، وهي تبحث عن فريستها إما من مجثم مرتفع أو من الجو أثناء تحليقها، وما أن تحدد موقع طريدتها حتى تبدأ بالغطس نحوها حيث تطوي ذيلها وأجنحتها وترفع قوائمها، وعندما يهبط الشاهين بسرعة تقارب 320 كيلومترا في الساعة (200 ميل في الساعة) فإن ضغط الهواء قد يضرّ برئتيه على الأكثر، إلا أن بعض الدُرينات العظميّة الصغيرة في أنف الطائر تقوم بتوجيه موجات الهواء الصدامية الداخلة إلى الأنف مما يمكنه من التنفس بسهولة أكبر أثناء هبوطه عن طريق التقليل من التغيّر في ضغط الهواء. تستخدم الصقور غشاء أعينها الشفاف لتُدمعها وتنظفها من الغبار وغيره من جزيئات الركام التي قد تدخل عيونها أثناء هبوطها. يُمسك الشاهين بطريدته وهي لا تزال في الجو، حيث يُهاجمها أولا بقائمة ثابتة مما يصعقها أو يقتلها على الفور، ومن ثم يستدير ليمسك بها أثناء سقوطها، وبحال كانت الطريدة ثقيلة ولا يقوى الصقر على حملها فسوف يهبط بها إلى الأرض ليقوم بنتفها ثم أكلها.

### التناسل

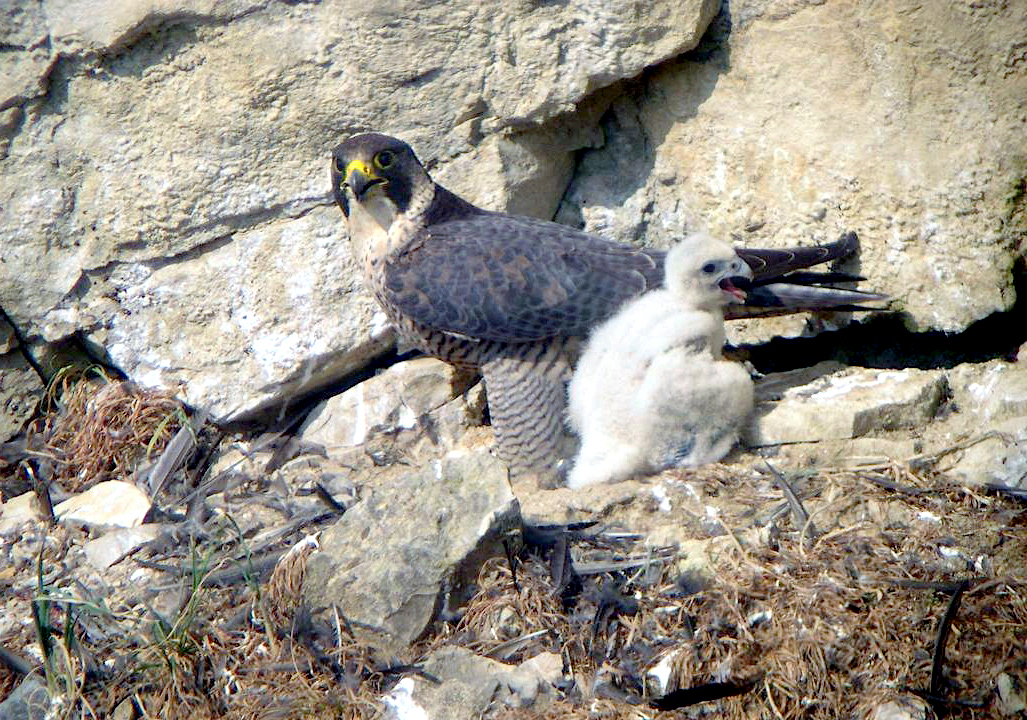
صورة من فرنسا تظهر أنثى الشاهين وفرخها في العش.

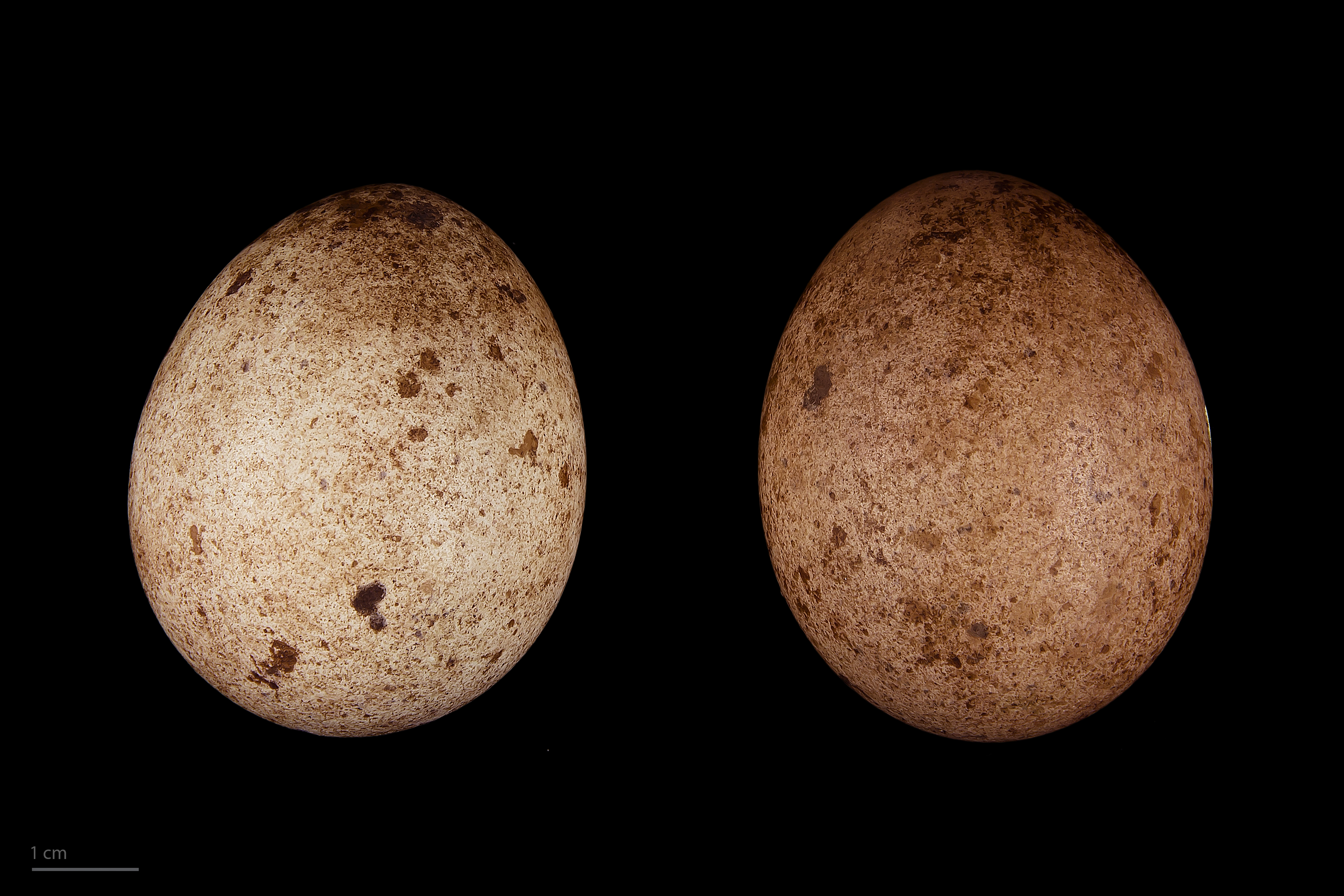
Falco peregrinus

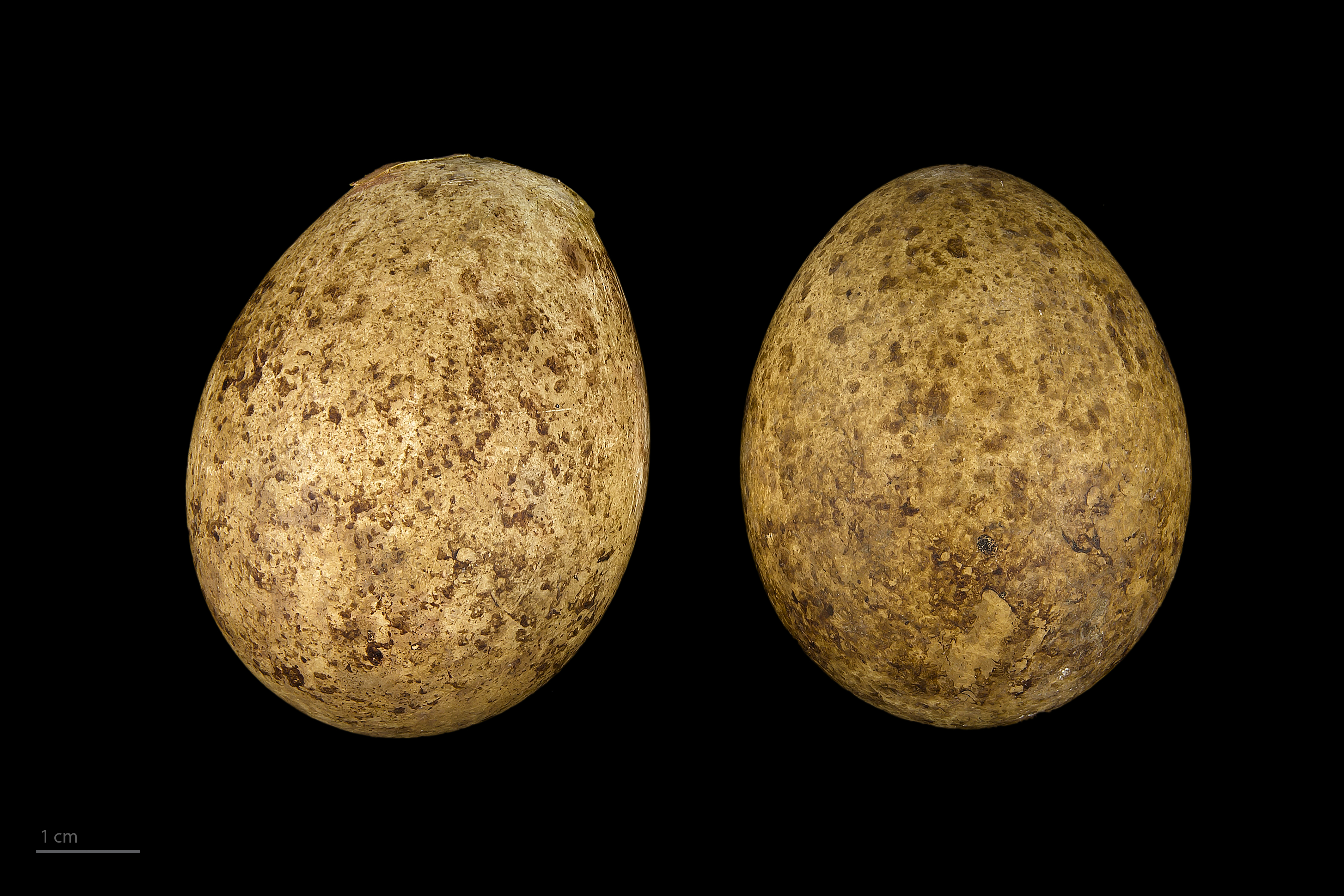
Falco peregrinus madens

يصل الشاهين لمرحلة النضوج الجنسي عند نهاية العام الأول من حياته، ولكن بحال كانت الجمهرة التي ينتمي إليها صحيّة ولا تعاني من أي اضطرابات، فإنه لا يُفرخ إلى أن يبلغ سنتين أو ثلاث سنوات من عمره. تتزاوج هذه الصقور لمدى الحياة، ويعود الزوجان إلى نفس الموقع الذي عششا فيه كل عام حيث يؤديا عرضا تزاوجيّا ليُجددا الروابط فيما بينهما، ويتضمن هذا العرض عددا من الحركات البهلوانية واللولبية في الجو، بالإضافة لغطسات جويّة حادة. وعندما يتودد الذكر إلى أنثاه يقوم بتقديم طريدة لها أثناء تحليقهما، وكي تستطيع الأنثى أن تتلقى الطريدة فإنها تطير بطريقة عكسية وتلتقطها بمخالبها من قوائم الذكر. تصبح الشواهين إقليميّة كثيرًا خلال موسم التزاوج؛ وفي العادة فإن أعشاش الأزواج المفرخة تبعد عن بعضها حوالي كيلومتر (0.6 أميال) أو أكثر في الغالب، حتى في المناطق التي تحوي عددا كبيرا من الأزواج، ويضمن بعد الأعشاش عن بعضها بهذا الشكل توافر ما يكفي من الطرائد لكلا الوالدين وفراخهما من دون أن يضطرا للاعتداء على حوز زوج آخر. يمتلك الزوج من الشواهين عددا من الأفاريز الصخرية بداخل حدود منطقتها؛ وقد يختلف عدد تلك التي يستخدمها الزوجان من واحد أو اثنين إلى سبعة خلال فترة 16 سنة. يدافع الزوجان عن منطقتهما ضد الشواهين الأخرى، وحتى العقبان والغربان في أغلب الأحيان.

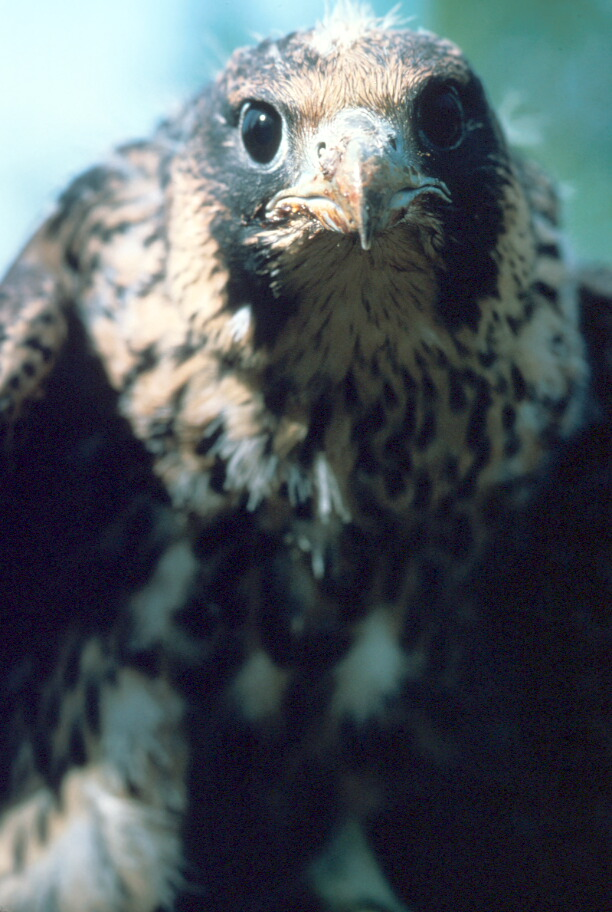
قرناص أول، فرخ شاهين يريّش لأول مرة، لاحظ بقايا الزغب الأبيض على رأسه.

تعشش الشواهين في أي نتوء خارجي كالأجراف الصخرية، ومؤخرا أصبحت تستخدم المباني والجسور في الكثير من أنحاء موطنها كمواقع لبناء أعشاشها. تقع الأعشاش الجرفيّة إجمالا تحت نتوء صخري آخر يقوم بتغطيتها من الأعلى، ينمو عليه بعض من النباتات، ويُفضل هذا النوع المواقع التي تواجه الجنوب أكثر من غيرها. وفي بعض المناطق مثل أستراليا والساحل الغربي لشمال أميركا الشمالية، تستخدم هذه الصقور التجاويف في الأشجار كمواقع تعشيش، وكان الكثير من الجمهرات الأوروبية، قبل أن يختفي، يستخدم أعشاش الطيور الأكبر حجما المهجورة، وبشكل خاص جمهرات أوروبة الغربية والوسطى. تختار الأنثى موقع التعشيش، حيث تقوم بحفر حفرة بسيطة في التربة، الرمل، البحص، أو النباتات الجافة لتضع بيضها فيها، ولا يُضاف إلى العش أي مواد بناء أخرى. وفي المواقع البعيدة غير المأهولة مثل القطب الشمالي، تختار الشواهين المناطق شديدة الانحدار، أو حتى الصخور المنخفضة والتلال لتعشش عليها، أما مواقع التعشيش الإنسانية الصنع فلا يقربها الشاهين إلا إذا كانت تشابه المواقع الطبيعيّة التي يُفضلها.
تضع الأنثى ما بين 3 إلى 4 بيضات إجمالا (إلا أنها قد تضع بين بيضة إلى 5 أحيانا)، ويتراوح لون البيض من الأبيض إلى الأسمر ويكون معلّما بعلامات حمراء أو بنية. ترخم الأنثى بشكل رئيسي على بيضها لفترة تتراوح بين 29 إلى 33 يوما، ويُساعد الذكر على رخم البيض خلال النهار، أما في الليل فإن عبء الحضن يقع على الأنثى وحدها. تختلف فترة وضع البيض باختلاف النويعات ومواطنها، إلا أنها ما تمتد عادة من فبراير إلى مارس في نصف الكرة الشمالي، ومن يوليو إلى أغسطس في نصف الكرة الجنوبي والبعض من النويعات مثل النويعة طويلة الرجلين الأسترالية قد تتزاوج في وقت يُعد متأخر بالنسبة لغيرها (نوفمبر)، كما أن الجمهرات التي تقطن المناطق الاستوائية قد تفرخ في أي وقت يمتد من يونيو إلى ديسمبر. تضع الأنثى حضنة ثانية من البيض بحال فُقدت الحظة الأولى في بداية موسم التفريخ، إلا أن هذا الأمر يُعد نادرا حصوله عند النويعات القطبيّة وذلك عائد إلى قصر فصل الصيف في تلك المنطقة. يصل معدل عدد الفراخ الموجودة في العش إلى 2.5 بسبب فساد البعض من البيض وللأسباب الطبيعية الأخرى التي تؤدي لموت عدد منها، أما معدل عدد الفراخ التي تريّش فيصل إلى حوالي 1.5.
تمتلك فراخ الشاهين قوائم كبيرة غير متناسبة مع حجم جسدها. وهي تكتسي بزغب أبيض ضارب إلى القشدي بعد الفقس. يُحضر الذكر الطرائد إلى العش حيث تقوم الأنثى وحدها بإطعام فراخها ولا تغادر العش أبدًا، بل تبقى لتحرس صغارها من المخاطر  إذ أن شعاع منطقة صيد الأبوين قد يبعد ما بين 19 و24 كيلومتر (12 - 15 ميلا) عن موقع العش. تبدأ الفراخ بالتريّش بعد حوالي 42 أو 46 يوما من فقسها، وتبقى تعتمد على أهلها لحوالي الشهرين. يُسمى فرخ الشاهين في السنة الأولى من تريّشه «قرناص أول» أو «قرناص بكر» وفي السنة الثانية «قرناص ثاني» أو «قرناص ثنو» إلى أن يكتسي بريش الصقور البالغة فيُسمّى صقرا.

## علاقة النوع بالإنسان
كان الشاهين يُعتبر نوعاً مهدداً بالانقراض خلال خمسينات، ستينات، وسبعينات القرن العشرين، بسبب الاستعمال المكثّف لمبيدات الآفات وبشكل خاص الدي دي تي (DDT)، فقد أدّت المواد المستعملة في تركيز تلك المبيدات إلى جعل قشرة البيض أكثر هشاشة مما قلل من عدد البيض الذي بقي حتى مرحلة الفقس. وتفسير ذلك هو أن تجمّع الكلور العضوي في دهن الطيور أدى إلى التقليل من نسبة الكالسيوم في قشرة البيض مما جعلها أقل سماكة، وكان من نتيجة ذلك أن انقرضت تلك الطيور في بعض أنحاء العالم مثل شرقي الولايات المتحدة وبلجيكا. بالإضافة إلى ذلك، تعرّض بيض هذه الصقور وفراخها -ولا يزال- إلى الخطر من قبل تُجار السوق السوداء  وهواة تجميع البيض، لذا فإنه من المألوف أن لا يتم تبليغ العامّة عن موقع عش غير محمي.

### الصيد بالصقور

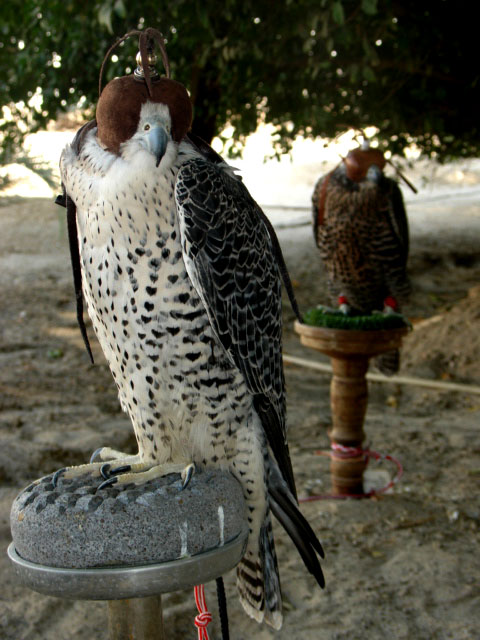
شواهين مستأنسة تُستخدم في الصيد جاثمة على وكرها في دبي، الإمارات العربية المتحدة.

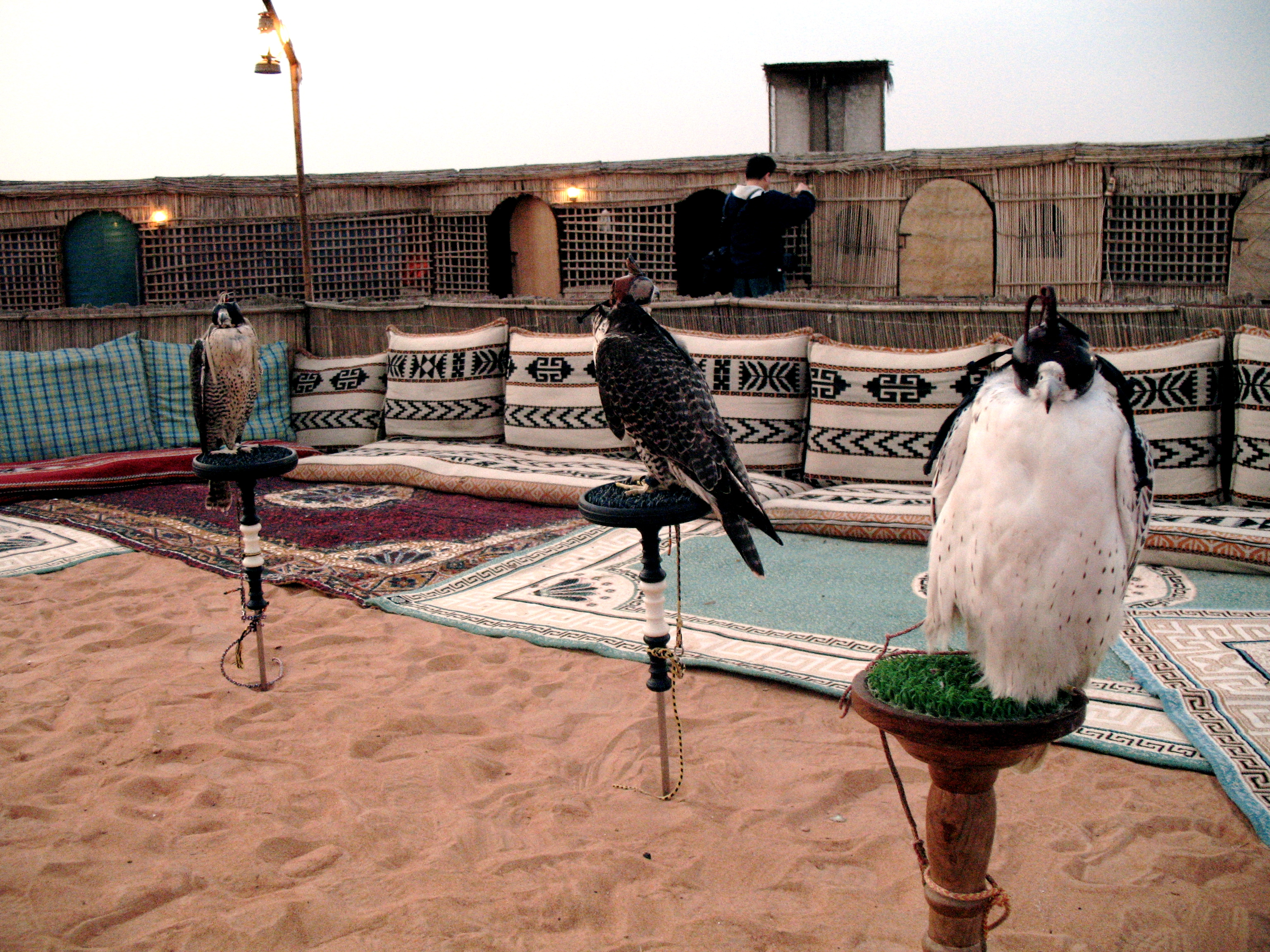
شواهين مستأنسة في دبي.

استُخدم الشاهين في الصيد منذ مايزيد على 3,000 سنة، ويقول البعض أن أول من استعمل هذا النوع كان البدو الرُحّل في آسيا الوسطى، بينما يفترض البعض الآخر أن الروم كانوا أول من درّب الشواهين واستخدمها في الصيد، وقد انتقلت هذه الرياضة إلى شبه الجزيرة العربية في العصور القديمة حيث مارسها السكان كأحد أبرز أنواع الرياضة وما زالوا، وبعد انتهاء الحروب الصليبية اقتبس الأوروبيون تربية الشاهين من العرب ومارسوها في أوروبا ومن ثم نقلوها إلى بلدان العالم الجديد التي استعمروها. يُقدّر الصقّارين ذوي الخبرة الشاهين من بين باقي الصقور بسبب قدرته على الهجوم بسرعة كبيرة على طريدته والفتك بها بضربة واحدة، بالإضافة لطباعه التي يصفها كثيرون بالمعتدلة. يُميّز الصقّارين بين أربعة أنواع من فراخ الشاهين:
- نادر: وهو أكثر الفراخ قوة وأكثرها رغبه عند الصيادين.
- لزيز: أقل من النادر وهو قريب منه.
- محقورة: هي أقل شأنا من اللزيز والنادر.
- تبع: وهو غالبه ذكر ولا يساوي شيئاً عند الصقارين.

يُقسّم الصيادون الشاهين إلى نوعين: شاهين جبلي وشاهين بحري، وهذان النوعان ليسا بنوعين مستقلتين أو نويعتين، فالشاهين الجبلي يجمع جميع النويعات التي تُفضل التعشيش في الجبال، والشاهين البحري يجمع النويعات التي تعشش على الجروف الصخرية البحرية، أي بتعبير آخر، الشاهين الجبلي هو اسم يُطلق على أي نويعة من الشاهين تعشش في الجبال، والشاهين البحري يُطلق على أي نويعة تعشش بالقرب من البحر. يقوم الصقّارون في بعض الأحيان بتهجين الشاهين مع أنواع أخرى من الصقور من شاكلة صقر الوكري والسنقر والصقر الحر لإنتاج طيور هجينة تحمل أفضل مافي صفات أبويها، وقد يبلغ عمر الشاهين 25 عامًا في الأسر، إلا أن الصياد قلّما يستخدمه لأكثر من ثلاث أو أربع سنوات. يُستخدم الشاهين اليوم أيضا (أحيانا) لإخافة الطيور المعشعشة في المطارات للتقليل من حوادث الطيران، وفي بعض الأماكن التي تجتذب السياح كالمسابح والفنادق الكبيرة لتخفيف نسبة تبرّزها في المنشآت الفخمة. وكانت الشواهين قد استخدمت خلال الحرب العالمية الثانية لقنص الحمام الزاجل الذي كان ينقل المعلومات الحربية والرسائل بين المراكز العسكرية البريطانية خصوصًا.

### محاولات الحفاظ على النوع
تقوم الفرق المختصة في الهيئات البيئيّة في كل من الولايات المتحدة، كندا، وألمانيا، بتربية وإكثار هذه الصقور في الأسر ومن ثم إطلاق سراحها في البرية، تبدأ العملية عبر أخذ بضعة بيوض وضعتها إحدى الإناث الأسيرة وترك بيضة واحدة أو اثنتين في العش كي ترخمها الأنثى بنفسها، ويوضع البيض المأخوذ في حضانة إلى أن تفقس ومن ثم يُنقل كل فرخ على حدى إلى صندوق يُسمى بصندوق التربية. تُطعم الفراخ بواسطة دمية ذات رأس شاهين بالغ، يرتديها القيّم على التربية بيده ويدخلها من فجوة مخصصة إلى الصندوق، وتتبع هذه الطريقة كي لا تتطبّع الفراخ بالبشر الذين يُشرفون عليها  (بما أن صغار الحيوانات جميعها تتطبّع بأول مخلوق حي تشاهده أمامها). وعندما ينمو الفرخ لحد معيّن، يُفتح الصندوق كي يتسنّى له أن يمدد جناحيه ويمرنهما، وكلما ازداد نمو الصغير كلّما تقل نسبة تزويده بالطعام لكي يُرغم على الصيد بنفسه. توضع الطيور المولودة في الأسر في قفص كبير على قمة برج أو حافة صخريّة لعدد من الأيام قبل أن يُطلق سراحها في البرية، وذلك كي تتأقلم مع مناخ المنطقة الجديدة وتعتاد عليها،  وقد أثبتت جهود المحافظة على هذه الصقور نجاحها في جميع أنحاء العالم حيث أخذت الشواهين المولودة في الأسر تصطاد وتتناسل بنجاح في الكثير من أنحاء موطنها  مما أدى إلى إلغاء وضعها كنوع مهدد بالانقراض في العديد من الدول كالولايات المتحدة التي شطبت هذه الصقور من على قائمة الأنواع المهددة لديها بتاريخ 25 أغسطس 1999. وقد كان لمنع استخدام الدي دي تي بشكل موسع أثره على نجاح جهود الحفاظ على الشاهين، بالإضافة لأبحاث بعض العلماء والخطط التي وضعوها للعودة بهذه الطيور من على شفير الهاوية، مثل الدكتور ريتشارد م. بوند وويليام غريفي الذين يعتبر كل من مجتمع كوبر للطيور وصندوق تمويل الشاهين أنه لولا دراساتهما وخططهما ما كانت جمهرة الشواهين في الولايات المتحدة لتتعافى.

### الوضع الحالي

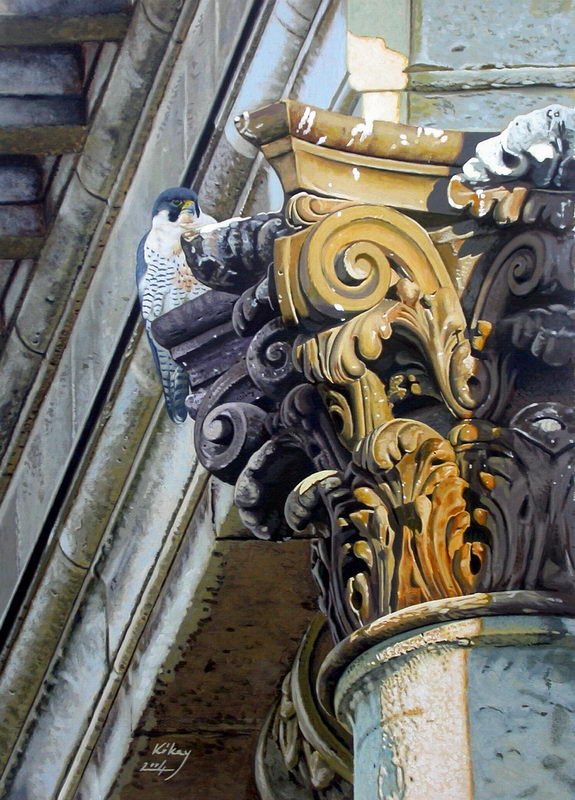
شاهين يقبع على إفريز ناتئ لإحدى المباني بالولايات المتحدة.

تقطن الكثير من جمهرات الشاهين المدن الكبرى اليوم، بما فيها لندن، أونتاريو، ديربي، القاهرة، أبوظبي، بريزبان، كولونيا، وكثير من المدن في الولايات المتحدة، حيث تعشش على الكاتدرائيات، حافات شبابيك ناطحات السحاب، وأبراج الجسور المعلقة. وكانت أول مرة تمّ فيها توثيق تعشيش الشواهين على المباني البشرية في عام 1946 حيث عشش زوج على سطح دار بلدية مدينة فيلادلفيا. تمّ توثيق وجود 18 زوجا معششا على الأقل في نيويورك عام 2005، ومنذ سنة 1999 عشش زوج واحد على الأقل في مبنى الأمن المشترك بوسط بينغامتون بنيويورك. وفي فيرجينيا، قام بعض المسؤولين بالتعاون مع تلاميذ من مركز أبحاث علم الأحياء والحفاظ على البيئة في جامعة وليام وماري في وليامزبيرغ، بوضع صناديق تعشيش على أعلى جسر جورج كولمان التذكاري الواقع على نهر يورك، وعلى جسريّ بنجامن هاريسون التذكاري وفارينا آنون الواقعين على نهر جايمس، وعلى غيرها من المواقع المشابهة، وقد فقس 13 فرخا جديدا في تلك المواقع منذ بدء هذا البرنامج وأطلق حوالي 250 صقرا آخر في البرية. أفادت مصلحة الحفاظ على البيئة لولاية نيويورك أن هناك 67 زوجا من هذه الطيور عشش في أنحاء مختلفة من الولاية في عام 2008.
كما في الولايات المتحدة، انتقلت العديد من الشواهين لتقطن المدن الكندية عوضا عن موئلها الطبيعي في البرية، ففي هاميلتون على سبيل المثال، أخذ زوج من الشواهين بالتعشيش على حافة شباك في فندق الشيراتون الواقع بوسط المدينة في كل عام بدأ من سنة 1994. وقد تأسست جمعية أطلق عليها اسم «جمعية مشروع الشاهين في هاميلتون» سنة 1995 لمراقبة الصقور وتأمين المساعدة لها عند الحاجة، ومن هذه المساعدات وسم الطيور التي ريّشت للمرة الأولى والعناية بتلك التي سقطت من عشها إلى الشوارع المزدحمة. كذلك وضع المنتسبون للجمعية آلة تصوير بالقرب من العش تبث صورا مباشرة إلى الموقع الإلكتروني الخاص بهم. تحتفظ جامعة ألبرتا، الواقعة في مدينة أدمونتون، بزوج مفرخ من الشواهين على سطح مبنى العلوم السريرية، حيث تتم مراقبتهما بكاميرا شبكية كذلك الأمر تبث الصور مباشرة على موقع الجامعة. كذلك فقد تمّ تزويد بعض الصقور الموجودة في حرم الجامعة بمرسلات لاسلكية لدراسة نمط هجرتها.
استقام أمر العديد من الجمهرات في المملكة المتحدة بعد أن تناقصت في الستينات من القرن العشرين، وذلك عائد لجهود الحفاظ على تلك الطيور التي كان روّادها المسؤولون والأفراد في الجمعية الملكية لحماية الطيور. تقتات الشواهين في المدن على الحمام الوحشي وغيرها من الطيور قاطنة المدن.

### في الثقافة

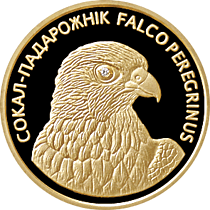
وجه الشاهين على مسكوكة تذكارية فضية من فئة العشرين روبل، روسيا البيضاء.

أطلق العرب منذ القدم اسم «شاهين» على أولادهم الذي يرمز إلى القوة والجبروت، وما زال البعض حتى اليوم يُطلق على أولاده هذا الاسم وبشكل خاص أهل العراق والخليج العربي، كما وما زال الكثير من العائلات العربية يحمل لقب «شاهين»، ومن أبرز الأمثلة «يوسف شاهين» المخرج المصري الشهير.
يظهر الشاهين على قطعة الربع دولار المعدنية الخاصة بولاية أيداهو والصادرة عام 2007 كجزء من البرنامج الأمريكي لسك أرباع الدولارات الخاصة بالخمسين ولاية. كذلك، فإن الشاهين هو الطائر الرسمي لولاية أيداهو.
في رواية الكاتبة جان كريغهيد جورج الحائزة على جائزة نيوبري، والمسماة «جانب الجبل الخاص بي» (بالإنجليزية: My Side of the Mountain)، تقوم الشخصية الرئيسية، «سام غريبلي» بإمساك أنثى شاهين وتربيتها وإطلاق اسم «المروعة» عليها (بالإنجليزية: Frightful). وقد استمرت الشواهين في لعب دور محوري في هذه السلسلة الأدبية.
قامت شركة سوزوكي اليابانية بإطلاق اسم «سوزوكي هايابوسا» على أسرع نموذج للدراجات النارية الخاصة بها، وذلك تيمنا بالشاهين، حيث أن «هايابوسا» تعني «شاهين» باللغة اليابانية.